# Ostrovec-Lhotka
Ostrovec-Lhotka é uma comuna checa localizada na região de Plzeň, distrito de Rokycany.